# Metzelthin (Wusterhausen/Dosse)
Metzelthin ist ein Ortsteil der Gemeinde Wusterhausen/Dosse im Landkreis Ostprignitz-Ruppin (Brandenburg). Metzelthin war bis 1973 eine eigenständige Gemeinde.

## Geographie
Metzelthin liegt 4,5 Kilometer südöstlich der Stadt Wusterhausen/Dosse. Die Gemarkung grenzt im Norden an Gartow, im Osten an Ganzer, im Süden an Barsikow und Bückwitz und im Westen an die Gemarkung der Stadt Wusterhausen/Dosse. Die Gemarkung wird im Norden durch den Metzelthiner Landwehrgraben begrenzt, im Süden durch den Rohrlacker Graben. Die südwestliche Grenze wird durch den Bückwitzer See gebildet. Im Osten verläuft die Gemarkungsgrenze über eine längere Strecke entlang des Grabens L 112. Die Gemarkung ist insgesamt sehr flach. Der höchste Punkt liegt im südöstlichen Teil der Gemarkung bei knapp 41 m ü. NHN, der tiefste Punkt ist der Seespiegel des Bückwitzer Sees bei etwa 33 m ü. NHN.
Durch den Ort hindurch verläuft die B 167 von Bückwitz weiter nach Ganzer und Wildberg. Westlich kurz vor dem Ort zweigt eine Verbindungsstraße zum Nachbarort Gartow ab. Im Ost selber zweigt dann eine Straße nach Süden ab, die weiter nach Barsikow führt. Am südöstlichen Ortsrand vorbei führt(e) die Bahnstrecke Neustadt–Herzberg vorbei, der Ort hatte einen Bahnhof. Der Personenverkehr wurde 2006 eingestellt, der Bahnhof Metzelthin wurde schon ab 1993 nicht mehr bedient.

## Geschichte

### Ersterwähnung
Der Ort findet 1293 zum ersten Mal eine urkundliche Erwähnung, als die brandenburgischen Markgrafen Otto IV., „mit dem Pfeil“ und Konrad I. sowie Otto (V.) „der Lange“ und Johann II der Stadt Wusterhausen/Dosse den Wald Karpow übereigneten. Der Wald Karpow grenzte damals an die Feldmark (campo) Mutzeltyn und die Feldmark Garthowe. Damit kann der Wald Karpow nur nördlich des Bückwitzer Sees im Bereich des Metzelthiner Landwehrgrabens gelegen sein.
Metzelthin gehörte damals zum Land Wusterhausen. Das Land Wusterhausen (terra Wusterhausen) war den brandenburgischen Markgrafen von den Herren Gheveradus, Conradus und Johannes von Plotho überlassen worden. Eine zweite frühe urkundliche Nennung erfuhr der Ort 1319, als der Pfarrer von Metzelthin in einer Schenkungsurkunde der Familie von Gülen an das Kloster Heiligengrabe erwähnt wird. Nach Foster leitet sich der Name Metzelthin von einer altpolabischen Grundform *Myslotin ab, was als Ort eines Myslota zu deuten ist. Myslota ist die Koseform zu slawischen Vornamen wie z. B. Myslibor. Dieser Name leitet sich von einer altpolabischen/urslawischen Grundform *mysliti = denken ab. Der Dorfstruktur nach ist Metzelthin ein Angerdorf mit Gut, das heißt, dass das heutige Dorf wohl erst im 12./13. Jahrhundert im Zuge der deutschen Besiedlung des Gebietes angelegt wurde. Der Ort liegt am Pilgerweg Berlin–Wilsnack, der seit dem Ende des 14. Jahrhunderts begangen wurde.
1160 wurde ein Marold de Musitsin oder Marod von Musithin als einer der Ritter und Lehnsvasallen Albrechts des Bären erwähnt. Er wird in manchen Publikationen als Beleg für eine frühe Erwähnung des Ortes Metzelthin herangezogen. Musitsin bezieht sich aber nicht auf Metzelthin, sondern auf Möst an der Fuhne zwischen Löbejün und Zörbig, das heutige Mösthinsdorf. Die Kirche in Metzelthin hatte 1491 von einem Bauernhof 11 Schillinge. Nach der Kirchenvisitation von 1558 hatte der Storbecke von Brandenburg acht Schillinge baugelt an sich genommen.

## Besitzgeschichte
Die Besitzgeschichte ist kompliziert, und schon 1491 (Landbuch des Grafen Johann von Lindow) ist der Besitz stark zersplittert bzw. die Rechte, Abgaben von Bauern und Kossäten einzuziehen, unter einer ganzen Reihe von Nutznießern aufgeteilt. Die folgende Tabelle gibt eine Übersicht über die Höhe der Abgaben der Bauern und deren Nutznießer.
| Bauer/Kossät                  | Anzahl Hufen | Abgaben/Rechte | Nutznießer                                             |
| ----------------------------- | ------------ | --- | ------------------------------------------------------ |
| Hans Wulf (Schulze)           | 2 Hufen      | 0,5 Wispel Roggen, 0,5 Wispel Gersten, 0,5 Wispel Hafer, 11 Schillinge Pfennige, Rauchhuhn und alle Rechte zur Hälfte | Brosius Storbeken                                      |
| dito                          | dito         | 0,5 Wispel Roggen, 0,5 Wispel Gersten, 0,5 Wispel Hafer, 11 Schillinge Pfennige, Rauchhuhn und alle Rechte zur Hälfte | Hans Langenn                                           |
| Kemenitz                      | 2 Hufen      | 13 Scheffel Roggen, 13 Scheffel Gersten, 13 Scheffel Hafer, 11 Schillinge Pfennige, Dienst, Zehnt, Rauchhuhn          | Steffen Kertzelin                                      |
| dito                          | dito         | 13 Scheffel Roggen, 13 Scheffel Gersten, 13 Scheffel Hafer, 11 Schillinge Pfennige                                    | die Schöffen von Wusterhausen oder Tile Rykenn (Reich) |
| Clawes Grabow (Kossät)        | –            | 3 Scheffel Roggen, 3 Scheffel Gerste, 3 Scheffel Hafer, 3 Schillinge minus 3 Pfennige                                 | die Schöffen von Wusterhausen                          |
| Steffen Dames (Kossät)        | –            | 3 Scheffel Roggen, 3 Scheffel Gerste, 3 Scheffel Hafer, 3 Schillinge minus 3 Pfennige                                 | Clawes Sandow in Wittstock                             |
| Clawes Wulff                  | 2 Hufen      | 0,5 Wispel Roggen, 0,5 Wispel Gersten, 0,5 Wispel Hafer, 6 Schillinge Pfennige, Rauchhuhn und alle Rechte zur Hälfte  | Brosius Storbeken                                      |
| dito                          | dito         | 0,5 Wispel Roggen, 0,5 Wispel Gersten, 0,5 Wispel Hafer, 6 Schillinge Pfennige, Rauchhuhn und alle Rechte zur Hälfte  | Hans Langenn                                           |
| Hans Konss                    | 2 Hufen      | 13 Scheffel Roggen, 13 Scheffel Gersten, 13 Scheffel Hafer, 22 Schillinge Pfennige                                    | die Rathenown, war Claus Metzmaker verpfändet          |
| Balte Wagenitz                | 2 Hufen      | 13 Scheffel Roggen, 13 Scheffel Gersten, 14 Scheffel Hafer, 11 Schillinge Pfennige                                    | Mattheus Schonermarken                                 |
| dito                          | dito         | 13 Scheffel Roggen, 13 Scheffel Gersten, 14 Scheffel Hafer, 11 Schillinge Pfennige, Dienst, Zehnt, Rauchhuhn          | Michell Schonermarken mit seinen Brüdern               |
| Hans Visscher                 | 2 Hufen      | 16 Scheffel Roggern, 16 Scheffel Gersten, 18 Scheffel Hafer, 22 Schillinge, Dienst, Zehnt, Rauchhuhn                  | Clawes Metzmaker                                       |
| Lem Brendeke                  | 2 Hufen      | 26 Scheffel Roggen, 26 Scheffel Gersten, 27 Scheffel Hafer, 1 Pfund (?was), Dienst, Zehnt, Rauchhuhn                  | Diderigke Sandowe                                      |
| Clawes Wergkmester (Kossät)   | –            | 3 Scheffel Roggen, 3 Scheffel Gerste, 3 Scheffel Hafer, 3 Schillinge minus 3 Pfennige, Rauchhuhn                      | Tile Riken                                             |
| Mattis Muker (Kossät)         | –            | 3 Scheffel Roggen, 3 Scheffel Gerste, 4 Scheffel Hafer, 3 Schillinge minus 3 Pfennige, Rauchhuhn                      | Tile Sandow und Diderigke Sandow zusammen              |
| Hans Sandow                   | 0,5 Hufen    | 6 Scheffel Roggen, 6 Scheffel Gerste, 7 Scheffel Hafer, 5,5 Schillinge Pfenninge, Rauchhuhn, Dienst, alle Rechte      | Diderigke Sandow                                       |
| Tewes Berndt                  | 2 Hufen      | 26 Scheffel Roggen, 26 Scheffel Gerste, 28 Scheffel Hafer, 22 Schillinge, Dienst, Zehnt, Rauchhuhn                    | Clawes Metzmaker                                       |
| Drewes Lemme (Kossät)         | –            | 3 Scheffel Roggen, 3 Scheffel Gerste, 4 Scheffel Hafer, 3 Schillinge minus 3 Pfennige, Rauchhuhn                      | Tile Ryken                                             |
| Symon Konss                   | 2 Hufen      | 26 Scheffel Roggen, 26 Scheffel Gerste, 28 Scheffel Hafer, 22 Schillinge Pfennige, Dienst, Zehnt, Rauchhuhn           | Clawes Metzmaker                                       |
| Turban Barssekow              | 2 Hufen      | 0,5 Wispel Roggen, 0,5 Wispel Gerste, 0,5 Wispel Hafer, 4 Schillinge Pfennige                                         | Hans Langen                                            |
| dito                          | dito         | 0,5 Wispel Roggen, 0,5 Wispel Gerste, 0,5 Wispel Hafer, 4 Schillinge Pfennige                                         | Brosius Storbeken                                      |
| dito                          | dito         | 11 Schillinge Pfennige                                                                                                | Gottshaus (in Metzelthin)                              |
| dito                          | dito         | 2 Schillinge | Bertels Calebutz                                       |
| dito                          | dito         | 1 Schilling | Peter Calebutz                                         |
| Hans Reuelt                   | 2 Hufen      | 26 Scheffel Roggen, 26 Scheffel Gerste, 28 Scheffel Hafer, 22 Schillinge Pfennige, Dienst, Zehnt, Rauchhuhn           | die Schonermarken in Wusterhausen                      |
| 12 (Hufen-)Bauern, 2 Kossäten | 22 Hufen     | – | –                                                      |

Ob es 1491 bereits einen Rittersitz in Metzelthin gab, lässt sich aus dem Landbuch von 1491 nicht sicher ableiten. Von der ehemaligen Wasserburg im Ort, einer annähernd quadratischen Anlage von 50 × 58 m Seitenlänge haben sich noch die Wälle und (Wasser-)Gräben erhalten. Joachim Herrmann gibt jedoch keine Datierung an. Rohde und Baeblich (2008) erwähnen die Lokalität als frühmittelalterliche Besonderheit, was noch in die slawische Zeit fallen würde, und sprechen etwas später von einer frühdeutschen Wasserburg. Die rechteckige Anlage mit Wall und Graben deutet tatsächlich auf eine hoch- bis spätmittelalterliche Wasserburg hin. Ohne konkrete Funde bleiben Datierungsversuche jedoch Spekulation. Ledebur erwähnt für Anfang des 16. eine Knipenburg bei Metzelthin, auf dem ein Albrecht von Sandow wohnte. Ob es sich dabei um diese Wasserburg handelte ist unsicher. Jedenfalls gab es 1540 bereits zwei Rittersitze, ab 1572 lassen sich vier Rittersitze in Metzelthin nachweisen. Ab 1724 vereinigte Georg Volrath von Kröcher alle Rittersitze und Besitzanteile in einer Hand, sodass bis Mitte des 18. Jahrhunderts nur noch ein großes Rittergut vorhanden war.
Der Anteil der Schönermark, später Brunn und Zieten

1491 gehörten zwei Zweihufenhöfe in Metzelthin der Familie Schönermark in Wusterhausen, von denen zwei Mitglieder, Matthis und Michel namentlich genannt werden. 1524 empfingen Andres, Baltzar, Hans, Andres, Gevettern, die Schönermark, Bürger von Wusterhausen ihre Lehen, die sie vorher von den Grafen von Lindow hatten, nun als markbrandenburgische Lehen von Kurfürst Joachim I. Nestor. In Metzelthin erhielten sie zwei Höfe mit vier Hufen, von denen jede Hufe 9 Scheffel Roggen, 13 Scheffel Gersten, 14 Scheffel Hafer, vier Scheffel Weizen, 11 Schillinge Pfennige und ein Rauchhuhn zinste. Dazu gehörte auch die Gerichtsbarkeit über diese Höfe. Allerdings sollen zu diesem Zeitpunkt drei Hufen an die Stadt Wusterhausen verpfändet gewesen sein. Eine Ilse von Schönermark a. d. H. (genealogische Linie) Metzelthin soll um 1520/40 mit einem Gebhard von Brunne auf Brunn, Gartow, Barsikow und Hohenberg verheiratet gewesen sein. Dieser Gevert wird im Schossregister von 1542 als in Brunn angesessen verzeichnet.
Die Schönermark zu Metzelthin fehlen im Schossregister von 1542. Wahrscheinlich hatten die Schönermark zu diesem Zeitpunkt noch keinen Rittersitz in Metzelthin, sondern im Nachbarort Gartow. Dort saß ein Andreas Schönermark, ein anderer Andreas Schönermark in Kyritz. Der Eintrag „Alle Ricken, Schönermarken, alle Schutzen zu Wustrow, sembtlich ein Pferd.“ im Vorzeichnuß der Roßdienste der Prälaten, Grafen und Dero von der Ritterschaft des Churfürstenthumbs der Marck Brandenburgk von 1565 bezieht sich auf Metzelthin, nicht Wustrau, da dort diese drei Familien nicht begütert waren (vgl. auch der ähnliche Eintrag von 1588). 1572 waren „Siegmundt, Balzar der Elter und Balzer der Junger die Schönermarke zu Mutzeltin“ auf dem Landtag in Berlin anwesend. Die zwei Einträge von 1565 und 1572 weisen nun recht eindeutig darauf hin, dass die Schönermark zu diesem Zeitpunkt einen Wohnsitz in Metzelthin aufgebaut hatten. Nach der Musterungsliste von 1588 stellten die Riken, Schönermarcken und Schulten zu Metzelthin zusammen ein gerüstetes Pferd. Das Adelsverzeichnis vom Ende des 16. Jahrhunderts bezeichnet Baltzar (wohl der Ältere) als Sohn des Hans von Schönermark auf Metzelthin. 1595 war ein Hans Caspar von Schönermark in Metzelthin ansässig, Bis 1598 konnten die Schönermark auch den Anteil der Metzmacher zu Wusterhausen erwerben.
1613 war ein Germanus von Schönermark in Metzelthin ansässig. Letzterer war vermutlich der Sohn des Hans Caspar von Schönermark und der Catherina NN, und mit Ottilie von Wuthenau aus dem Hause Wassersuppe (einem Ortsteil der Gemeinde Seeblick im Lkr. Havelland) verheiratet. 1633 saß (Melchior) Joachim von Schönermark auf Metzelthin, mutmaßlich der Sohn des Germanus von Schönermark. Er konnte schon vor 1663 auch die von Sandowschen Güter mit dem Rittersitz mit vier Ritterhufen, die Hälfte des Patronat und die Hälfte des Straßengerichts erwerben. 1663 war er zusammen mit Joachim von Riken Patron der Kirche in Metzelthin. 1683 stiftete er der Kirche in Metzelthin ein Altartuch, das nach der Beschreibung von Büsching mit Pelikanen bestickt war. Melchior Joachim starb am 24. Mai 1687 als letzter seines Geschlechts. 1693 fiel der Anteil des Melchior Joachim von Schönermark an seine Vettern Philipp Albrecht von Brunne und Hans Caspar d. J. von Schönnermark (mit zwei n geschrieben!), den zweiten Sohn des Hans Caspar d. Ä. von Schönnermark auf Hohenahlsdorf (bei Jüterbog). Hans Caspar von Schönnermark d. J. verkaufte 1694 seinen Anteil an Caspar Siegmund von Zieten.
Caspar Siegmund von Zieten verkaufte 1698 10 Scheffel Roggen, 14 Scheffel Gerste und 18 Scheffel Hafer Getreidepacht in Wusterhausen/Dosse und je 1 Wispel 3 Scheffel Roggen und Gerste in Kyritz für 612 Talern 12 Groschen an das Domstift in Brandenburg an der Havel. Anscheinend hatte er schon vorher noch weitere Pächte an das Domstift verkauft. Der brandenburgische Kurfürst Friedrich III. erteilt seinen Konsens zu diesem Verkauf und auch zu den anderen Verpfändungen, die ohne lehnsherrlichen Konsens verpfändet waren. Caspar Sigismund von Ziethen trat gleichzeitig das Einlösungsrecht („jus reluendi“) für die übrigen schon vorher verpfändeten Pächte an das Domstift ab.
Caspar Siegmund von Zieten war der Sohn des Kaspar Joachim von Zieten auf Langen. Er war mit Catharina Maria von Zieten, aus dem Hause Brunne verheiratet. Er starb am 22. Dezember 1712 auf Metzelthin. Dessen Sohn, der preußische Generalmajor Hans Sigismund von Zieten wurde am 3. August 1704 in Metzelthin geboren. Auch sein Bruder Christian Wilhelm von Zieten (* 1712 in Metzelthin; † 1778 in Züllichau) war Generalmajor in der preußischen Armee. Hans Sigismund von Zieten verkaufte sein Anteilsgut in Metzelthin 1725 an Georg Volrath von Kröcher. Er fiel am 25. August 1758 in der Schlacht von Zorndorf.
Die Schöffen von Wusterhausen. Der Anteil der von Sandow

Die Schöffen von Wusterhausen hatten 1491 einen Kossäten in Metzelthin, der 3 Scheffel Roggen, 3 Scheffel Gerste, 3 Scheffel Hafer und 3 Schillinge minus 3 Pfennige an jährlichen Abgaben erbringen musste. Es ist nicht klar, an wen diese Hebungen später verkauft wurden. Diderigke Sandow standen 1491 die Abgaben eines Zweihufenhofes und eines Halbhufenhofes zu. Zusammen mit Tile Sandow gehörten ihm noch die Abgaben eines Kossäten. Clawes Sandow wohnte in Wittstock und bezog die Abgaben von einem Kossäten. Wenn es zu diesem Zeitpunkt bereits einen Rittersitz in Metzelthin gab, was sich aus dem Landbuch nicht ableiten lässt, dann dürfte er im Besitz der Sandow gewesen sein. 1524 erhielten Tyle, Heinrich, her Joachim, gebruder, Dittrich, Hennig, Hans, Albrecht, gebruder, die Sydow (verschrieben für Sandow) die Bestätigung ihrer Lehen durch den brandenburgischen Kurfürsten Joachim I.
Nach der Kirchenvisitation von 1541 waren die von Sandow und die Reiche gemeinsam die Collatores, d. h. die Patrone der Kirche. Laut dem Schossregister von 1542 wohnte Hans Sandow in Metzelthin. Er bezahlte für sich 9 Gulden und an Gesindelohn 8 Groschen. Joachim Sandow war Pfarrer in Metzelthin, bezahlte für sein Lehengut aber 7 Gulden und 7 Lübecker Schillinge. Heinigk Sandow in Metzelthin bezahlte zwei Goldgulden, oder zweieinhalb Gulden und fünfeinhalb Pfennige. Der Kirchenvisitationseintrag von 1558 besagt, dass Joachim Sandow bereits seit 40 Jahren Pfarrer in Metzelthin war.
Laut dem Vorzeichnuß der Roßdienste der Prälaten, Grafen und Dero von der Ritterschaft des Churfürstenthumbs der Marck Brandenburgk von 1565 mussten die Sandowen auf Metzelthin, Luyow (Lögow) und Wusterhausen zusammen mit den von Rodensee in Karwe ein Drittel Ritterpferd stellen. 1562 starb Henning Sandow; er war mit Barbara von Grambow aus dem Hause Grabow verheiratet.
1572 war Henning Sandows Witwe von Mutzelthin auf dem Landtag in Berlin anwesend. 1602 waren Albrecht und Abraham von Sandow und Andreas Rike gemeinsam die Collatores. Abraham von Sandow vereinbarte 1596 mit Elisabeth von Fratz, Tochter des Kersten von Fratz und der Dorothea von Schönermark von Krenzlin ein Ehegeld in Höhe von 1050 Talern. Deren Sohn Wilhelm von Sandow auf Lögow starb mit nur 35 Jahren. Abraham von Sandow wurde über 80 Jahre alt und war der letzte seines Geschlechts. Albrecht war vermutlich nicht verheiratet und lebte auf der Knipenburg in Metzelthin. Auch er wurde über 80 Jahre alt. Abraham und Albrecht waren die Söhne des Albrecht von Sandow. Schon vor 1663 konnte Melchior Joachim von Schön(n)ermark auch die von Sandowschen Güter mit dem Rittersitz mit vier Ritterhufen, die Hälfte des Patronat und die Hälfte des Straßengerichts erwerben.
Der Anteil der Storbecke und Langen

Der Schulzenhof von Metzelthin war 1491 im Besitz des Brosius Storbeke und des Hans Langen. Den beiden gehörten auch zwei weitere Zweihufenhöfe. Von einem der letzteren Höfe gingen allerdings einige Geldabgaben an das Gotteshaus in Metzelthin, und an Peter und Bartels von Kahlebutz in Kampehl. Brosius Storbeck war Bürger von Wusterhausen/Dosse. Nach dem Aussterben der Grafen von Lindow 1524 erhielt er die drei Höfe mit sechs Hufen vom brandenburgischen Kurfürsten Joachim I. zu Lehen. Anteilmäßig gehörten dazu auch die Gerichte (etwa ein Viertel). Die drei Höfe gingen 1570 an die von Schönermark über.
Nach Hagen Geschichte der von Brunn wurde Melchior III., Sohn des Albrecht von Brunn 1672 mit dem Rittergut in Metzelthin belehnt, das er von Joachim von Schönermark erworben hatte (das Historische Ortslexikon sagt 1687). 1674 starb Melchior III. und hinterließ sieben Söhne. Ihm folgte 1688 sein ältester Sohn Philipp Albrecht, der vorher in Kriegsdiensten war. Er starb 1710 unverheiratet. 1704 werden die Gebrüder von Brunne zu Tornow und Metzelthin in einer Urkunde erwähnt, als sie die Lehensrachte an einem Hof in Bückwitz an die Herrschaft Neustadt für 200 Taler abtreten. Auch seine sechs Brüder starben, ohne Erben zu hinterlassen. Ihm folgte sein Vetter Adam Christian von Brunn, Sohn des Casper Albrecht und der Agnese Judith von Fabian. Er war 1688 mit der gesamten Hand an Tornow, Metzelthin, Brunn und Barsikow belehnt worden. 1716 trat er sein Lehenrecht an Melcher Erdmann von Brunn ab. Dieser starb aber 1725 ohne Erben. Danach ging das Rittergut der von Brunn an Georg Volrath von Kröcher über. Adam Christian starb erst am 21. Januar 1733.
Der Anteil der Reiche

Die Reiche waren eine Bürgerfamilie in Wusterhausen/Dosse, später auch in Segeletz und Kantow wohnhaft. Ein weiterer großer Zweig der Reiche saß auch in Berlin und Cölln. 1491 standen Tyle Ryke die Abgaben von einer Hälfte eines Zweihufenhofes und von zwei Kossäten zu. 1524 erhielten Achim, Achim und Achim geuettern die Belehnung mit ihren Gütern durch den brandenburgischen Kurfürsten Joachim. 1541 besaßen die Reiche das halbe Straßengericht und das halbe Patronat, die andere Hälfte des Straßengerichts des Patronats war im Besitz der von Sandow. 1552 war Joachim von Riek auf Metzelthin schon verstorben. Er war mit Anna von Schütt verheiratet.
Der Eintrag „Alle Ricken, Schönermarken, alle Schutzen zu Wustrow, sembtlich ein Pferd.“ im Vorzeichnuß der Roßdienste der Prälaten, Grafen und Dero von der Ritterschaft des Churfürstenthumbs der Marck Brandenburgk von 1565 bezieht sich auf Metzelthin, nicht Wustrau, da dort diese drei Familien nicht begütert waren (vgl. auch den ähnlichen Eintrag von 1588!). 1572 war Tiele Rieke zu Mutzelin auf dem Landtag in Berlin anwesend. 1577 vereinbarten Tile von Riek von Metzelthin und Gertrud von Grabow aus dem Hause Grabow ein Ehegeld in Höhe von 500 Talern.
1581 hatte Thiele Ricken seinen Wohnsitz in Metzelthin. Nach der Musterungsliste von 1588 stellten die Riken, Schönermarcken und Schutten zu Metzelthin zusammen ein gerüstetes Pferd. Nach einem Adelsverzeichnis vom Ende des 16. Jahrhunderts war Tile der Sohn von Achim dem Mittleren, Andreas Rike war der Sohn von Achim dem Jüngeren. 1620 verabredeten Engel von Riek auf Metzelthin und Anna von Knoblauch, Tochter des Ernst von Knoblauch auf Treben (?) ein Ehegeld in Höhe von 600 Talern. 1628 vereinbarten Reichard von Sehlstrang auf Seebeck und Anna von Riek (Reiche) von Metzelthin, Schwester des Engel von Reiche ein Ehegeld von 800 Talern. 1634 verpfändete Andreas von Rieck zu Metzelthin seine von den von Enderlein erworbene Hälfte des Gutes Miersdorf für 3 600 Taler auf 51 Jahre an den Amtmann Wolfgang Fuhrmann zu Königs Wusterhausen, 1663 war Joachim von Riken zusammen mit Melchior Joachim von Schönermark Patron der Kirche in Metzelthin.
Nach dem Historischen Ortslexikon erwarben zunächst die Weitzke 1671 den Anteil der von Reiche, 1704 ging er in den Besitz der von Fabian über. 1737 verkauften die von Fabian ihren Anteil an Georg Volrath von Kröcher.
Der Anteil der Metzmacher

Die Metzmacher (Metzmaker) waren eine Bürgerfamilie in Wusterhausen/Dosse. 1491 hatte Clawes Metzmacher die Abgaben von drei Zweihufenhöfen in Metzelthin, außerdem hatte er den Hof der von Rathenow in Pfandbesitz. 1524 empfing Claus Metzmacker und sein Bruder Hans, der aber nicht anwesend war, sowie für Merten Metzmacker, den unmündigen Sohn seines verstorbenen Bruders Kersten die Lehen, die er bisher von den Grafen von Lindow hatte, von Neuem aus der Hand des brandenburgischen Kurfürsten Joachim I. Dazu gehörten fünf Hufen in Wusterhausen und ein Zweihufenhof in Metzelthin, der mindestens 22 Scheffel Roggen, 26 Scheffel Gerste und 28 Scheffel Hafer, acht Scheffel Weizen zinste. Nach dem Historischen Ortslexikon fiel dieser Anteil an die Schönermark, die 1598 damit belehnt wurden.
Der Anteil der von Kertzlin

1491 hatte Steffen Kertzelin einen halben Hof in Metzelthin. Die Familie Kertzlin konnte diesen kleinen Besitzanteil bis 1689 behaupten, als er in den Besitz eines gewissen Schneider überging. 1713 konnte Poppo von Kertzlin diesen Anteil zurück erwerben.
Der Anteil der von Kahlebutz

Von einem Zweihufenhof, der Brosius Storbeke und Hans Langen gehörte, bezog Bartelt Calebutz von Kampehl 1491 zwei Schillinge und Peter Calebutz von Kampehl einen Schilling. 1598 belehnte der brandenburgische Kurfürst Joachim Friedrich die von Kahlbutz mit 12 Höfen und 24 Hufen im Dorf Kampehl und Gütern und Einkünften in Bückwitz, Lüchfeld, Gartow und Metzelthin. Letztendlich kam der Anteil Anfang des 18. Jahrhunderts an die von Kröcher.
Die von Rathenow

Ein Zweihufenhof gehörte 1491 den von Rathenow (in Plänitz); der Hof war allerdings zu diesem Zeitpunkt verpfändet an Clawes Metzmaker. Anscheinend konnten sie den Hof aber wieder einlösen und bis 1591 behaupten. Dann verkauften sie ihren Anteil an die von Reiche.
Der Anteil der von Schütte, später Warnstedt

1524 wurden „Jorgen, Hans, Achim, Jacob, Ludloff, Achim, Engell (war nicht im Land) die Schutten“ von Kurfürst Joachim mit ihren Gütern belehnt, die sie vorher von den Grafen von Lindow zu Lehen hatten. Nach dem Schossregister von 1542 saß Achim Schutte und sein Bruder Engel auf Metzelthin. Der Eintrag „Alle Ricken, Schönermarken, alle Schutzen zu Wustrow, sembtlich ein Pferd.“ im Vorzeichnuß der Roßdienste der Prälaten, Grafen und Dero von der Ritterschaft des Churfürstenthumbs der Marck Brandenburgk von 1565 bezieht sich auf Metzelthin, nicht Wustrau, da dort diese drei Familien nicht begütert waren. 1572 waren Baltzer Schutz zu Muzeltin sowie Achim Schutten Witwe zu Mutzeltin auf dem Landtag in Berlin anwesend. Nach der Musterungsliste von 1588 stellten die Riken, Schönermarcken und Schulten zu Metzelthin zusammen ein gerüstetes Kriegspferd. Ein Adelsverzeichnis vom Ende des 16. Jahrhunderts listet Melchior und Baltzer, klein Achims Söhne und Fritz und Bartoltt, Achims Söhne (die Schutten) auf. 1624 gaben die Gebrüder von Schütte zu Manker, Metzelthin und Bückwitz ihren Konsens zur Verpfändung von einer Hufe durch den von Schütte zu Bückwitz an den von Winterfeld zu Neustadt für 200 Gulden auf 20 Jahre. 1631 vereinbarten Adolph von Schütt auf Metzelthin und Manker und Anna von Kahlbutz aus dem Hause Kampehl ein Ehegeld in Höhe von 1000 Talern anlässlich ihrer Hochzeit.
1653 heirateten Daniel von Warnstedt (1615–1674) und Elisabeth von Schütte von Metzelthin, Tochter des Joachim von Schütte und der Hippolyta von Barnewitz. 1674 hatte Daniel von Warnstedt sieben Hufen zu seinem Hof in Metzelthin. 1695 machten Christoph Daniel v. Warnstedt (1655–1699) auf Metzelthin, Cornet im kurfürstlich-brandenburgischen Heer, und Anna Margaretha von Rohr, Witwe des Georg Ernst von Fabian und Tochter des Claus Albrecht von Rohr auf Tramnitz eine Ehestiftung. 1713 verkaufte sein Bruder Joachim Friedrich von Warnstedt dieses Gut an die von Wahlen-Jürgass auf Ganzer. 1715 vereinbarten der Kapitänleutnant Albrecht Christian von Jürgass auf Ganzer und Metzelthin und Anna Elisabeth von Kröcher ein Ehegeld in Höhe von 1000 Talern. 1745 kam dieser Anteil an Georg Volrath von Kröcher.
Das Rittergut der von Kröcher (ab 1724)

Von 1724 an kaufte Georg Volrath von Kröcher nach und nach die einzelnen Anteile in Metzelthin auf und vereinigte sie zu einem großen Gut. Georg Volrath wurde am 23. April 1678 als Sohn des Melchior Joachim von Kröcher, Erbherr auf Dreetz und Lohm, und der Maria Elisabeth von Sehlstrang in Dreetz geboren. Er brachte es in der preußischen Armee bis zum Generalleutnant und nahm an folgenden Schlachten und Belagerungen des Spanischen Erbfolgekrieges teil: Schlacht bei Oudenaarde (11. Juli 1708), Schlacht bei Malplaquet (11. September 1711), Belagerungen von Venlo, Roermond, Rheinberg, Bouchain, Ryssel (Lille) und Bonn teil. Er heiratete am 22. Januar 1717 Sophia Charlotte von Winterfeld (* 1695) Tochter von Joachim Detlof von Winterfeld aus dem Haus Neuendorf und dessen Frau Hedwig Elisabeth von Alvensleben, mit der er zehn Kinder hatte, drei Söhne und sieben Töchter, von denen aber einige jung starben.
1725 erwarb Georg Volrath das Anteilgut des Hans Sigismund von Zieten. 1728 kaufte er das Rittergut der von Brunn, und 1737 konnte er das Rittergut der von Fabian erwerben. Und schließlich kam 1745 auch der Anteil der von Wahlen-Jürgaß an Georg Vollrath. Am 28. Oktober 1748 starb er in Geldern. In der folgenden Erbteilung erhielt der Sohn Friedrich Wilhelm (* 1721) einen Anteil von Lohm und Metzelthin. Er starb 1758 unverheiratet. Der zweite Sohn Leopold Alexander erhielt 1758 Metzelthin. Am 18. Oktober 1763 verkaufte er das Gut Metzelthin für 35.000 Taler an seinen Schwager Franz Ehrentreich von Rathenow zu Karwesee. Leopold Alexander starb am 2. März 1776 unverheiratet in Lohm. Die Besitzgeschichte von Metzelthin in dieser Zeit kompliziert sich dadurch, dass die von Rathenow etwas früher und noch zeitgleich auch in Metzelthin bei Templin ansässig waren.
Das Rittergut blieb nun bis 1785 im Besitz des Franz Ehrentreich von Rathenow. Er war 1716 als Sohn des Franz Wilhelm von Rathenow in Pinnow in der Westprignitz geboren worden. 1751 heiratete er Johanna Antonia Marie von Quast aus dem Hause Garz, die aber bereits am 17. Oktober 1751 bei der Geburt ihres ersten Kindes starb. 1752 heiratete er Dorothea Friederike Wilhelmine von Quast, die Schwester seiner ersten Frau. Auch sie starb bereits 1753. 1754 heiratete er dann Friederike Charlotte von Kröcher aus dem Hause Lohm, Tochter des Georg Volrath von Kröcher, mit der er acht Söhne hatte, von denen allerdings fünf als Kleinkinder starben sowie vier Töchter. Friederike Charlotte von Kröcher war die Schwester des Leopold Alexander von Kröcher, von dem sie und ihr Mann 1763 das Rittergut Metzelthin kauften. 1769 verkaufte Franz Ehrentreich von Rathenow seinen Anteil an Pinnow um 18.000 Taler an Henning Otto von Rathenow. 1772 wurde das Gut Metzelthin von den Bauernhufen separiert.
Nach dem Tod des Franz Ehrentreich von Rathenow verkaufte seine Witwe am 18. April 1785 das ihr und ihren Kindern gehörende Rittergut Metzelthin für 35.550 Taler und 22 Groschen an den Lieutenant Anton Adolf Heinrich von Krosigk (1721–1779). Angeblich soll das Gut von 1785–87 erneut im Besitz der von Kröcher gewesen sein und kam 1787 an Bernhard Friedrich von Krosigk (1762–1825), der vermutlich 1793 das Gutshaus in Metzelthin errichten ließ (nach Gärten und Parke in Brandenburg (2015) war es dagegen: Ferdinand Anton von Krosigk (1743–1805).). Bernhard Friedrich von Krosigk (1762–1825), Herr auf Metzelthin, Dessow, Merbitz etc. war mit Elisabeth Charlotte Luise von Kröcher (* 11. April 1768), Tochter des Caspar Joachim von Kröcher und der Sophie Magdalena von Platen von Lohm verheiratet.
1797 erwarb der Kreisdeputierte und Johanniterordensritter Friedrich Wilhelm Carl von Wartenberg († 1831) das Rittergut Metzelthin. 1798 gehörten zum Rittergut Metzelthin 15 Hufen Land. Friedrich Wilhelm Carl von Wartenberg starb 1831. Erbin war seine Tochter Emilie Albertine von Wartenberg, die 1832 das Erbpachtsvorwerk Köritz, das ebenfalls im Besitz des Friedrich Wilhelm Carl von Wartenberg gewesen war, verkaufen musste. Sie hatte bereits am 22. Juni 1828 Philipp Otto von Winterfeld geheiratet.
Philipp Otto von Winterfeld ist für 1850 und 1857 als Gutsbesitzer in Metzelthin belegt. Philipp Otto wurde am 13. April 1801 als Sohn des Conrad Wilhelm von Winterfeld geboren. Er trat in die preußische Armee ein und stieg bis zum Premierlieutenant auf; 1827 nahm er seinen Abschied. Er kaufte 1828 das Gut Bückwitz und später auch die Güter Gartow und Metzelthin. Nach Berghaus (1854) hatten die drei Winterfeld'schen Güter zusammen eine Größe von 2000 Morgen. Wann genau er Metzelthin übernahm, ist nicht bekannt. Philipp Otto von Winterfeld und Emilie Albertine von Wartenberg hatten fünf Kinder. Der Sohn Detlof wurde 1834 bereits in Metzelthin geboren. Philipp Otto starb am 20. Mai 1858 in Metzelthin. Emilie Albertine von Wartenberg, die Witwe des Otto Philipp starb am 21. Februar 1869 in Metzelthin, 60 Jahre alt. Erbe war der Sohn Hans Carl von Winterfeld, der nach dem Tod der Mutter Metzelthin an den Rittergutsbesitzer Fedor Gustav Hermann Karl Ferdinand von Kriegsheim (1818–1876). in Barsikow und Dessow verkaufte. Fedor Gustav Hermann Karl Ferdinand von Kriegsheim war mit Luise Friederike Wilhelmine Emilie Alexandrine von Bonin verheiratet, mit der er einen Sohn und eine Tochter hatte. Er hatte es in der preußischen Armee bis zum Rang eines Hauptmanns gebracht, und er war Ehrenritter des Johanniterordens.
Paul Ellerholz (1879) verzeichnet als nächsten Besitzer des Ritterguts in Metzelthin einen von Kunowski. Das Rittergut hatte damals eine Größe von 254 ha. Reinhold Friedrich August von Kunowski wurde am 12. Januar 1841 als Sohn des Waldemar Friedrich von Kunowski und der Magdalena von Lehmann in Bechlin geboren. Er war Leutnant in der preußischen Armee. Wann genau er Metzelthin erwarb, ist nicht bekannt. 1885 verzeichnet das Handbuch des Grundbesitzes im Deutschen Reiche Reinhold von Kunowski weiterhin als Besitzer von Metzelthin. Unter der Rubrik industrielle Anlagen ist eine Brennerei vermerkt. Die Größe des Gutes ist hier mit 275 Hektar angegeben (195 Hektar Acker- und Gartenflächen, 27 Hektar Wiesen, 28 Hektar Weiden, 15 Hektar Wald und 10 Hektar Oedland, Unland, Wege etc.). Der Grundsteuerreinertrag war auf 4566 Mark festgesetzt. Reinhold Friedrich August von Kunowski starb am 28. August 1910.
Das Handbuch des Grundbesitzes im Deutschen Reiche von 1896 nennt nun einen Pickert als Besitzer des Rittergutes in Metzeltin. Er hatte das Gut an einen Leutnant Horn verpachtet. Als Größe des Gutes sind hier 286 Hektar angegeben, davon 210,25 Hektar Ackerland inkl. Gärten, 27 Hektar Wiesen, 27 Hektar Weiden, 14,75 Hektar Wald und 7 Hektar Ödland, Umland, Wege etc. Der Grundsteuerreintrag hatte sich auf 4973 Mark erhöht.
Das Rittergut im 20. Jahrhundert

Nach René Schiller soll 1893 der Ökonomierat Herrmann Gottlieb Stolze (1851–1922) aus Nauen im Besitz von Metzelthin und Bückwitz gewesen sein und einen Familienkommiss gestiftet haben. Doch erst das Handbuch des Grundbesitzes im Deutschen Reiche von 1903 nennt Herrmann Gottlieb Stolze, königlichen Ökonomierat in Neukammer, als Besitzer von Bückwitz und Metzelthin. Das Handbuch des Grundbesitzes im Deutschen Reiche von 1896 führt ihn aber schon als Besitzer von Bückwitz auf und bestätigt auch den Fideikommiss. Der 1896 genannte Pächter Leutnant Horn tritt nun auch als Pächter von Bückwitz auf.
Leutnant Horn war 1910 nach dem Handbuch des Grundbesitzes im Deutschen Reiche weiterhin Pächter der beiden Güter Bückwitz und Metzelthin. Als Besitzerin erscheint nun die Witwe Margarethe Stolze. In Niekammer's Güteradressbuch von 1914 ist eine „Frl. Margarethe Stolze in Neukammer“ als Besitzerin eingetragen. Sie hatte den Pächter behalten, den mittlerweile zum Hauptmann d. R. aufgestiegenen Th. Horn. Die Größe des Gutes ist wieder mit 270 ha angegeben, der Grundsteuerreintrag mit 4566 Mark.
Eine Margarethe Maria Stolze (von Kunowski) heiratete 1913 in Berlin den Offizier Wilhelm von Byern (1887–1971), vom Rittergut Groß Germersleben stammend; die Ehe wurde 1931 geschieden. In den letzten Niekammer-Ausgaben der Güteradressbücher (1923, 1929) wird Margarethe von Byern, geborene Stolze, als Besitzerin von Metzelthin und Bückwitz, gesamt 468 ha, erwähnt. Wahrscheinlich ist es das im Landwirtschaftlichen Adressbuch von 1914 genannte Frl. Margarethe Stolze. Das Gut wurde in der Bodenreform von 1946 enteignet.

### Dorfgeschichte
1491 gab es einschließlich des Schulzen elf Zweihufenhöfe, einen Halbhufenhof und fünf Kossäten in Metzelthin. 1540 wohnten im Ort, der Schulze 15 Bauern, drei Kossäten, ein Kuhhirt und ein Schäfer. Es gab außerdem zwei Rittersitze im Ort (Schütte und Sandow). Bis 1572 waren zwei weitere Rittersitze, die der Reiche und der von Schönermark im Ort entstanden. 1580 hatten die von Sandow einen wüsten Hof mit einer Hufe an sich gebracht. 1624 gab es 13 Hufenbauernstellen, sechs Kossätenstellen, ein Hirte, ein Kostknecht, ein Laufschmied und ein Hirtenknecht im Dorf. Allerdings hatte die Herrschaft bereits zwei Hufenbauernstellen und eine Kossätenstelle eingezogen. Von den 22 dörflichen Hufen gehörten zehn Hufen zu den Rittergütern. Der Pfarrer hatte zwei Pfarrhufen. Der Dreißigjährige Krieg traf den Ort, wie viele andere Dörfer der näheren Umgebung sehr hart. 1638 brannten österreichische Truppen unter General Gallas den Ort größtenteils ab. Noch 1652 waren von den 13 Hüfnerstellen nur drei besetzt. Alle Kossätenstellen waren verwaist. Selbst 1687 sah die Zukunft des Dorfes noch düster aus. Von den zwei Zweihufenhöfen war einer unbesetzt, aus dem anderen waren zwei Kossätenhöfe gemacht mit je einer Hufe gemacht worden. Auf einem dieser Höfe saß ein von Warnstedt. Von den vier Anderthalbhufenhöfen war einer nicht besetzt. Aber drei der vier Einhufenhöfe hatten immer noch keinen Besitzer gefunden. Ein Dreiviertelhufenhof, zwei Halbhufenhöfe und drei Kossätenhöfe mit jeweils einer halben Hufe waren ebenfalls nicht bewirtschaftet. Lediglich ein Kossätenhof und der Krug hatten schon neue Besitzer gefunden. Außerdem wohnten im Dorf fünf Tagelöhner, der Dorfschmied und drei Schäferkostknechte. Insgesamt war die Feldmark in 34 Hufen unterteilt, davon war 10 Ritterhufen und zwei Pfarrhufen. Von den 22 verbleibenden Hufen waren fünf von der Herrschaft aufgekauft und von Abgaben befreit worden, sodass lediglich 17 Bauernhufen verblieben. Die wüsten Hufen wurden zu diesem Zeitpunkt von den Rittergütern genutzt. Auf einer Hufe wurden 12 bis 12¼ Scheffel Wintersaat und 13 bis 13¼ Scheffel Sommersaat ausgebracht. Die Böden waren aber ertragsarm und erbrachten nur den dreifachen Ertrag. Auch die Weide und Hütung war schlecht, das Dorf besaß keine Wiesen. Mastung war nicht möglich. Dagegen hatten die Dorfbewohner Fischereirechte, und es gab genügend Brennholz. In der zweiten Hälfte des 18. Jahrhunderts ging die Poststraße nach Hamburg über die Dörfer Ganzer, Metzelthin und Bückwitz nach Wusterhausen/Dosse. 1771 war sie zwischen Ganzer und Metzelthin unpassierbar geworden und musste repariert werden.
1780 wohnten zehn Bauern und zwei Kossäten in Metzelthin. 1797 beschrieb Johann Ernst Fabri Metzelthin als adeliges Dorf mit 25 Feuerstellen. Es hatte 148 Einwohner 1767, 149 Einwohner 1787. Damit wären die Angaben in Büsching allerdings irrig. Friedrich Wilhelm August Bratring beschreibt Metzelthin als Dorf und Gut mit 10 Ganzbauern, 2 Kossäten, 8 Einlieger, Schmiede und zwei Krüge. Die Krüge und die Schmiede lebten überwiegend vom Verkehr auf der Poststraße. Besitzer des Dorfes war der in Metzelthin wohnende von Wartenberg. Bratring nennt 24 Feuerstellen und 187 Einwohner.
1817 hatte Metzelthin 183 Einwohner, Besitzer war immer noch der von Wartenberg, 1840 gab es in Metzelthin 20 Häuser, der Ort hatte 183 Einwohner. 1860 hatte der Gemeindebezirk fünf öffentliche Gebäude, 20 Wohngebäude und 41 Wirtschaftsgebäude, darunter eine Getreidemühle. Die Windmühle stand südöstlich der Straße nach Bückwitz, kurz vor dem Übergang über den Rohrlacker Grenzgraben. Sie fehlt noch auf dem Urmesstischblatt 3141 Wildberg von 1825, muss also zwischen 1825 und 1860 erbaut worden sein. Der Gutsbezirk zählte vier Wohngebäude und 11 Wirtschaftsgebäude, darunter eine Brennerei. 1871 zählte man im Gemeindebezirk Metzelthin 20 Wohngebäude, im Gutsbezirk 4 Wohnhäuser. 1891 gab es im Gemeindebezirk zehn Bauerngutsbesitzer mit 33, 30, 30, 30, 29, 25, 25, 25 21 und 21 Hektar. Ein weiterer Hofstellenbesitzer hatte 17 Hektar, ein Gastwirt 11 Hektar. Die vier Büdner, darunter auch der Molkereipächter besaßen 8, 7, 7 und 6 Hektar. Der Schmied bewirtschaftete 6 Hektar und der Müller 2,6 Hektar. Ohne Ackerland waren der Lehrer, zwei Schmiedegesellen, ein Müllergeselle, sieben Altsitzer, ein Rentier, ein Nachtwächter, fünf Arbeiter, 16 Knechte und 10 Mägde. Im Gutsbezirk wohnte der Inspektor, der das Gut bewirtschaftete. Im Jahr 1900 standen im Gemeindebezirk 22 Häuser im Gutsbezirk drei Häuser.
1908/09 wurde die Chaussee zwischen Metzelthin und Gartow ausgebaut. 1928 wurde der Gutsbezirk mit der Gemeinde vereinigt. An den Besitzverhältnissen änderte dies nichts; das Gut war lediglich juristisch kein eigenständiger Ort mehr.
In der Bodenreform von 1946 wurde 520,80 Hektar an 42 Siedler verteilt. 1953 bildete sich die erste LPG mit 9 Mitgliedern und 48 Hektar landwirtschaftlicher Nutzfläche. 1958 hatte die LPG 87 Mitglieder und bewirtschaftete 547 Hektar landwirtschaftliche Fläche.
Nach der Wende wurde die Landwirtschaftliche Produktionsgenossenschaft aufgelöst. Nach 1990 siedelten sich einige Gewerbetreibende an.

### Politische und kommunale Geschichte
Metzelthin gehörte im Mittelalter zum Land Wusterhausen (terra Wusterhausen), das 1232 eine eigenständige Herrschaft der Herren von Plotho war und zur Prignitz gehörte. Zum Ende des 13. Jahrhunderts kam sie an die Mark Brandenburg. Anfang des 13. Jahrhunderts war die Herrschaft mehrfach an die Herren von Ruppin verpfändet. 1349 kam das Land Wusterhausen als erbliches markbrandenburgisches Lehen an die Herren von Ruppin und Grafen von Lindow. Nach dem Aussterben der Grafen von Lindow 1524 fiel sie an den Landesherrn, den markbrandenburgischen Kurfürsten Joachim I. zurück. Sie blieb jedoch mit dem Beritt Ruppin bzw. mit dem Ruppinischen Kreis verbunden. Mit der Bildung der Amtsbezirke in Preußen wurde Metzelthin dem Amtsbezirk 7 Ganzer zugeordnet (zusammen mit Ganzer, Barsikow und Bückwitz). Amtsvorsteher für mehrere Dörfer wurde Rittergutsbesitzer von Kriegsheim auf Barsikow, sein Stellvertreter Amtmann Berlin in Ganzer.
Metzelthin wurde zum 1. Januar 1974 nach Bückwitz eingemeindet. Bückwitz (einschließlich Metzelthin) gehörte ab dem 1. August 1992 zum Amt Wusterhausen. Mit der Eingemeindung von Bückwitz in die Gemeinde Wusterhausen zum 1. Juli 2001 und Auflösung des Amtes Wusterhausen erhielt Metzelthin laut Hauptsatzung der Gemeinde Wusterhausen den Status eines Ortsteils, in dem ein Ortsvorsteher direkt gewählt wird. Von 2008 bis Anfang 2019 war Barbara Burau Ortsvorsteherin. Seit der Kommunalwahl 2019 bekleidet Mario Kolterjahn das Amt des Ortsvorstehers.

## Denkmale und Sehenswürdigkeiten
Die Denkmalliste des Landes Brandenburg für den Landkreis Ostprignitz-Ruppin verzeichnet zwei Baudenkmale im Ort: die Dorfkirche (Nr. 09170633) und das Gutshaus mit Park (Nr. 09170635). Die ehemalige Burg (zwischen Dorfstraße 33 und 39) ist nicht als Bodendenkmal ausgewiesen. Auch eine mutmaßlich spätslawische Siedlung auf einer Landzunge in den Landwehrgraben hinein, 800 Meter nordöstlich der Kirche ist nicht als Bodendenkmal ausgewiesen. Von hier stammen einige spätslawische Scherben.

### Gutshaus
Das ehemalige Gutshaus in der Dorfstraße Nr. 32 wurde 1793 wahrscheinlich von Bernhard Friedrich von Krosigk errichtet. Es handelt sich um einen zweigeschossigen, neunachsigen klassizistischen Putzbau mit Walmdach. Nach der Enteignung 1945 wurde das Gutshaus zunächst als Flüchtlingsunterkunft genutzt. Später war es Gemeinderaum, Arztzimmer, Kindergarten und Konsumverkaufsstelle, es gab auch einige Wohnungen im Gutshaus. Nach der Wende stand es einige Jahre leer, bis sich 1997 ein Käufer fand. Die neuen Besitzer restaurierten das Gebäude und auch den Park.

### Kirche
Die aus Feldsteinen errichtete Kirche mit eingezogenem kurzem Chor und Westturm in Schiffsbreite wurde Mitte des 13. Jahrhunderts errichtet. Sie wurde im Dreißigjährigen Krieg beschädigt und 1698 wieder hergestellt. Kunsthistorisch bedeutsam ist der zweigeschossige barocke Kanzelaltar aus dem Jahr 1710.

## Weitere Literatur
- Amtsblatt der Königlichen Regierung zu Potsdam und der Stadt Berlin. Jahrgang 1874, Beilage zum 24. Stück, Potsdam 12. Juni 1874, S. 6–7; books.google.de
- von Rohr. In: Walter von Hueck: Genealogisches Handbuch des Adels, Adelige Häuser, A. Uradel. 1985. Band XXIII, Band 87 der Gesamtreihe, GHdA. C. A. Starke, Limburg an der Lahn 1985, ISBN 3-7980-0787-X, S. 355–404.